# لیو شوانژی
لیو شوانژی، (به چینی: 柳传志) (زاده ۲۹ آوریل ۱۹۴۴) کارآفرین، بازرگان و مدیر ارشد اجرایی چینی است، که در سال ۱۹۸۴ شرکت لنوو را تأسیس نمود.